# Goethe-Feiern (1899)
Aus Anlass des 150. Geburtstages des Dichters Johann Wolfgang von Goethe (1749–1832) fanden in Deutschland und weltweit um den 28. August 1899 sogenannte Goethe-Feiern statt.

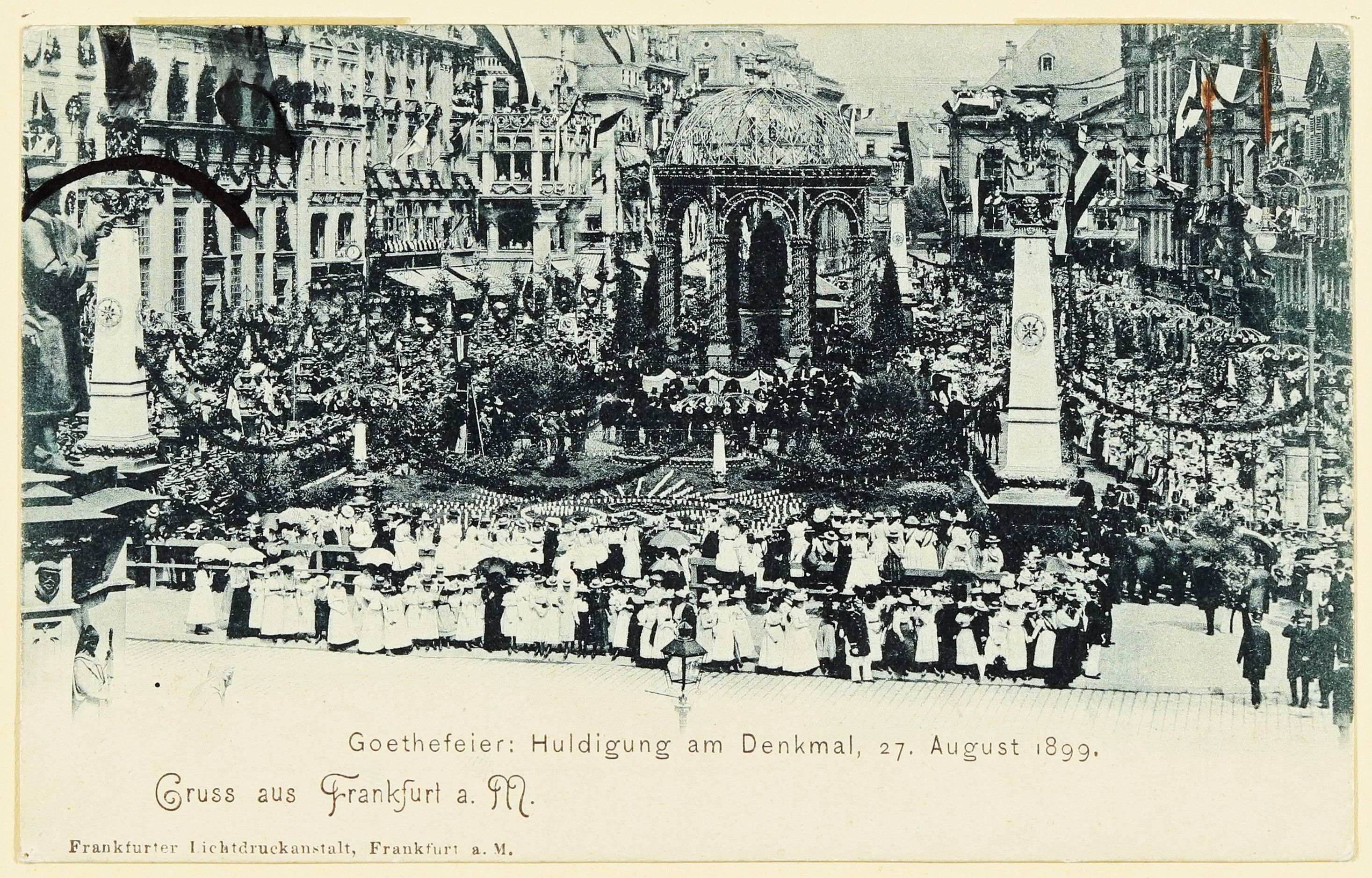
Goetheplatz in Frankfurt am Main am 27. August 1899

In Frankfurt am Main währte die Feierperiode vom 19. August bis zum 6. September. Es gab Ausstellungen und Aufführungen von Goethedramen. Mehrere Vereine veranstalteten Festsitzungen. Höhepunkt war der Festumzug am 27. August – wegen der Teilnahmemöglichkeit vieler an dem Sonntag vor dem Jubiläumstag – vom Paulsplatz zum Goetheplatz mit dem geschmückten Goethedenkmal, vorbei am Goethe-Haus. Es nahmen über 200 Abordnungen der städtischen Institutionen, Vereine, Berufsverbände und Schulen teil. Nach einem Fackelzug am Abend folgte am eigentlichen Geburtstag eine akademische Feier, veranstaltet vom Freien Deutschen Hochstift, dessen Präsident Veit Valentin (1842–1900) eine Festrede über „Goethe in Natur und Kunst“ hielt. Im großen Saal des Palmengartens gab es ein Festmahl verbunden mit einem Festkommers.

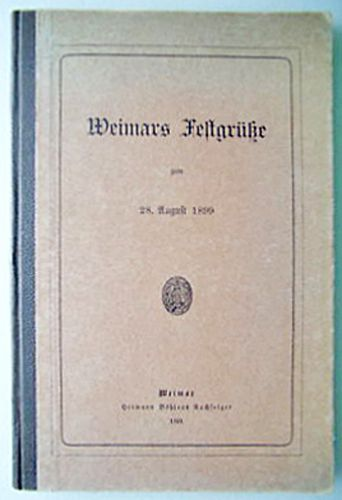
Weimars Festgrüße

Von Weimar ist im Zusammenhang mit Goethes 150. Geburtstag vor allem ein Buch zu nennen, das der Verlag Hermann Böhlaus Nachfolger herausgab, Weimars Festgrüße zum 28. August 1899. Darin finden sich unter anderem die Beiträge Johann Caspar Goethe in Venedig von Paul von Bojanowski (1834–1915), dem Oberbibliothekar der Herzogin Anna Amalia Bibliothek, Des Herrn Rath Haushaltungsbuch von Carl Ruland (1834–1907) sowie Briefe Goethes an Christiane.
Am 29. Oktober 1899 veranstaltete die Stadt Heidelberg eine Goethe-Feier mit einer Festrede des Philosophen Kuno Fischer (1824–1907). In Hamburg folgte die Goethe-Feier des Vereins für Kunst und Wissenschaft erst am 10. November. Die Festrede hielt Karl Sell (1845–1914) zu dem Thema „Goethe und die deutsche Nation“.
Goethe-Feiern veranstalteten unter anderem auch Riga, und Chicago. Im Stadtmuseum in Marienbad gab es eine Goethe-Woche.

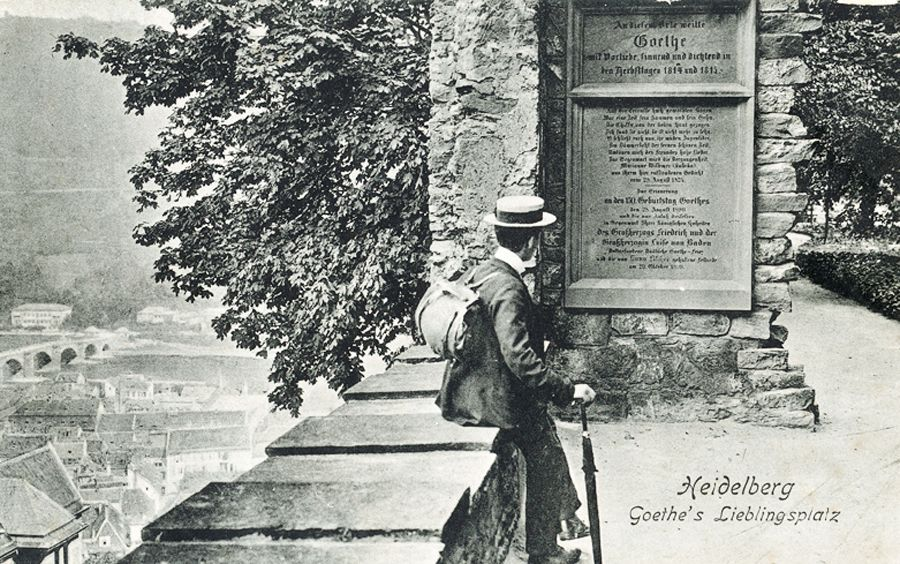
Tafel von 1899 am Lieblingsplatz Goethes in Heidelberg
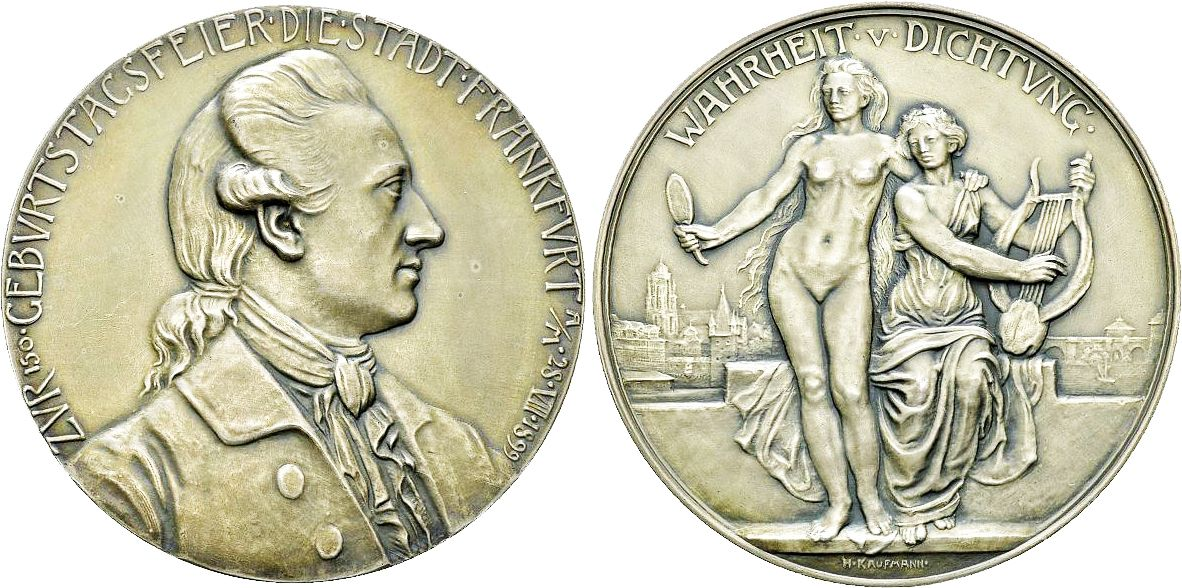
Medaille zu Goethes 150. Geburtstag

In Heidelberg wurde im Zusammenhang mit der Goethe-Feier an Goethes Heidelberger Lieblingsplatz eine Erinnerungstafel angebracht. Auch die Planung und Fertigstellung des Leipziger Goethedenkmals von Carl Seffner, (1861–1932), aufgestellt 1903, fällt in diese Zeit. Zahlreiche Editionen von Goethes Werken wurden aufgelegt und verschiedene Medaillen geprägt.